# Nuestras mujeres
Nuestras mujeres es una obra de teatro cómica dirigida por Gabriel Olivares y producida por Jesús Cimarro. La ayudante de dirección fue Mónica Vic, la escenografía fue realizada por Anna Tusell, el vestuario lo realizó Libert Lado, la iluminación estuvo a cargo de Carlos Alzueta, el diseño gráfico por David Sueiro y las fotografías por David Ruano.
Paul (Gabino Diego), Max (Antonio Garrido) y Simón (Antonio Hortelano) son tres amigos que han quedado para jugar una partida de cartas, pero uno de ellos se retrasa debido a que ha asesinado a su mujer. Las mujeres nunca aparecen en escena.
Desde un punto de vista filosófico, Nuestras mujeres plantea el valor de la amistad, el compromiso ante la obligación moral, la idea de justicia y la lucha entre lo bueno y lo malo.
El 23 de enero de 2016 se estrenó en el Teatro Auditorio de Roquetas de Mar.